# Adoretus progrediens
Adoretus progrediens är en skalbaggsart som beskrevs av Ohaus 1914. Adoretus progrediens ingår i släktet Adoretus och familjen Rutelidae. Inga underarter finns listade i Catalogue of Life.